# Triumph 1300
Der Triumph 1300 war ein Auto der unteren Mittelklasse, das von dem britischen Autohersteller Triumph von Anfang 1965 bis Frühjahr 1970 hergestellt wurde.

## Modellgeschichte
Triumph reagierte als einer der ersten Hersteller auf den innovativen Morris 1100, der mit seinem Erscheinen 1962 neue Maßstäbe in der unteren Mittelklasse setzte. Alle Konkurrenzmodelle, auch der 1959 eingeführte Triumph Herald, sahen im Vergleich zum neuen Morris ziemlich alt aus. Triumph nahm die Herausforderung an und entwickelte einen eigenen Frontantriebswagen, der 1965 vorgestellt wurde.
Die Form wurde von Giovanni Michelotti entworfen. Es gab den 1300 nur als viertürige Stufenheck-Limousine. Einen Zweitürer und einen Kombi gab es nur beim Herald. Der Wagen war recht teuer geraten, sodass der Herald, anders als ursprünglich beabsichtigt, als preisgünstiges Einstiegsmodell weitergebaut werden musste.
Im Frühjahr 1967 wurde das Programm um den 1300 TC ergänzt, der bei unverändertem Hubraum 76 PS (56 kW) leistete. Ein Jahr später wurde Triumph mit den BMC-Marken zur British Leyland Motor Corporation zusammengeschlossen, so dass der Triumph 1300 jetzt die hausinterne Konkurrenz zum Austin/Morris 1300 war.
Um die Triumph-Modelle stärker abzugrenzen, wurde der 1300 im Jahre 1970 durch den Triumph Toledo abgelöst. Er verwendete die gleiche, nur geringfügig modernisierte Karosserie und die gleichen Motoren, aber er war auf Hinterradantrieb umgerüstet worden. Rückblickend war das eine Entscheidung, die einen technischen Rückschritt bedeutete.
Vom Triumph 1300 wurden in fünf Jahren insgesamt 148.350 Stück gebaut, davon 113.008 normale 1300 und 35.342 vom 1300 TC.

## Technik
Bei dem 1295 cm³ großen Motor mit 61 PS (45 kW) Leistung handelte es sich um eine aufgebohrte Variante der 1200er-Motors im Herald, die mit nur einem Vergaser auskam. Zwar war der Motor, anders als beim Morris 1100, längs eingebaut, jedoch konnte das Aggregat durch Anordnung des Getriebes unter dem Motor dennoch platzsparend eingebaut werden. Dabei waren Motor- und Getriebeblock zu einem Gehäuse verschraubt, besaßen aber dennoch getrennte Schmiersysteme.
Das Fahrwerk war schraubengefedert, wobei die Hinterradfederung der des Triumph 2000 entsprach. Wieder besaß auch der Triumph 1300 vorn Scheiben- und hinten Trommelbremsen und Zahnstangenlenkung.